# Matã (região)
Matã (Matam) é uma das catorze regiões que dividem o Senegal.
Até 21 de fevereiro de 2002, a região de Matã era um departamento da região de Saint-Louis. A partir de sua criação a região foi dividida em três departamentos.

## Departamentos
A região de Matã está dividida em três departamentos:
- Kanel
- Matã
- Ranérou Ferlo

## Demografia
| População da região de Matã (2008–2015) | População da região de Matã (2008–2015) | População da região de Matã (2008–2015) | População da região de Matã (2008–2015) | População da região de Matã (2008–2015) | População da região de Matã (2008–2015) | População da região de Matã (2008–2015) | População da região de Matã (2008–2015) |
| --------------------------------------- | --------------------------------------- | --------------------------------------- | --------------------------------------- | --------------------------------------- | --------------------------------------- | --------------------------------------- | --------------------------------------- |
| 2008                                    | 2009                                    | 2010                                    | 2011                                    | 2012                                    | 2013                                    | 2014                                    | 2015                                    |
| 510.566                                 | 524.942                                 | 542.201                                 | 556.866                                 | 573.394                                 | 588.995                                 | 604.846                                 | 620.930                                 |